# Posrednik (maison d'édition)
Pour les articles homonymes, voir Posrednik.
Posrednik (mot russe qui signifie « le médiateur ») est une maison d’édition russe fondée par des proches de l’écrivain Léon Tolstoï. Elle a fonctionné  de 1884 à 1935.

## Contexte d’apparition
Dans la Russie du milieu du XIXe siècle, on trouve d’une part des publications pour les élites, d’autre part une littérature destinée au peuple et regroupée sous le terme de « loubok ». Le loubok s’attire de nombreuses critiques : il est accusé de dépraver le peuple en lui présentant, par exemple, les histoires des frasques de Georges, milord anglais. Pour contrer l’influence du loubok, les autorités, des organisations de bienfaisance et des individus montent des projets éditoriaux visant à proposer au peuple des textes de qualité à bas prix. Le projet de Posrednik est le plus connu d’entre eux. 

## Les débuts
Le projet Posrednik est lancé en 1884 par des tolstoïens, Vladimir Tchertkov, Pavel Birioukov et I. Gorbounov-Possadov. Il vise à proposer au peuple une littérature de qualité à un prix accessible Lev Tolstoï lui-même soutient le projet et fournit plusieurs textes (notamment Dieu voit la vérité mais se tait, Le Prisonnier du Caucase). On trouve également des textes de Victor Hugo ou de Charles Dickens. Pour réaliser ses publications, Posrednik s’allie avec l’éditeur de loubok, Ivan Sytine, ce qui contribue au succès de l’entreprise. En effet, Sytine impose la présence d’illustrations de couverture, sans lesquelles les lecteurs n’achètent pas les livres ; il assure la distribution des éditions de Posrednik par le biais de colporteurs (ofeni) qui vendent les livres dans les campagnes,.

## Succès et déclin
En 1904, Posrednik et Sytine mettent fin à leur coopération et les deux maisons d’édition continuent leurs activités séparément. 
En 1908, Posrednik occupe la cinquième place sur le marché de l’édition en Russie avec plus de mille titres pour un total de 1 700 000 exemplaires.
Après la Révolution de 1917, la maison d’édition publie principalement de la littérature de jeunesse. Elle arrête ses activités en 1935 dans un contexte où une poignée de maison d’édition étatiques acquiert le monopole de la production.